# Тутуновнић подрум
Тутуновић подрум је градска четврт Ниша, која територијално и административно припада градској општини Палилула. 
Налази се на око 1 km од центра града. Ово насеље је познато још и по називу „Кула“.

## Порекло имена
Порекло имена овог насеља потиче од објекта који је у овом крају Ниша саградио Светозар Тутуновић, а који је између осталог имао и велики подрум у којем се складиштило вино.

## Географија
Ова градска четврт се налази на брду Горица у јужном делу града. Тутуновић подрум се са своје северне стране граничи са Старим гробљем, североисточне са Расадником, источне са Кованлуком и са своје западне стране се налази Калач брдо. Одређене делове насеља карактерише и велика стрмина као што је део којим пролази улица Светолика Ранковића. 

## Историја
У биткама за ослобођење Ниша од Турака 1878. на овом простору су се одиграле пресудне битке у којима је ослобођен Ниш. 
На простору брда Горица пре ослобођења Ниша од Турака нису постојала насеља као што је то случај данас. Пре ослобођења града 1878. у турском периоду овај крај је био познатији по баштама, виноградима и шумама који су били у поседу градске раје и Турака. Након ослобођења, виногради, њиве, шуме и ливаде са Горице прешле су у власништво имућнијих нишких породица и средњег сталежа.
Некадашња популарна излетишта постају део града у који се убрзо граде и објекти за угоститељство и производњу хране.
Један од таквих објеката је вински подрум Светозара Тутуновића. Светозар Тутуновић је био адвокат и градоначелник у кратком перодиоу током 1889. године,који је након ослобођења од Турака посредовао у продаји турског земљишта новопридошлим становницима из Србије. Како је посао посредовања у продаји ишао одлично узимајући проценат од продате имовине за себе он је стеченим иметком један део земље на Горици откупио за себе. Тако је 1884. године изнад данашњег Старог гробља у делу града познатим као Горица купио земљу и винограде, основао „Српско пољопривредно друштво за неговање вина“ и направио свој „Тутуновић подрум“ по којим именом је тај крај познат и дан данас. Квалитет произведеног вина био је одличан па је већ годину дана касније 1885. године у Белгији добио бронзану медаљу за квалитет вина. Већ 1890. године у његовом подруму било је смештено око 150000 кљука, јер је први схватио значај употребе машина за гњечење и муљање грожђа, као и пресе за њихово цеђење. Како је производња расла за дистрибуцију вина изнајмио је и стовариште у Солуну.
У Тутуновића подрум је долазио и кнез а потоњи краљ Милан Обреновић.
Светозар Тутуновић је у оквиру свог подрума отворио и кафану са великом баштом, а било је и соба за спавање на спрату. Подрум је био опасан великим дебелим зидом од камена и цигала. На улазу су биле две мање куле и капија. До објекта је био организован и коњски трамвај који је довозио и одвозио госте, што је утицало и на повећање броја гостију. Стечени капитал и познанства од производње и продаје вина Тутуновић улаже у нову фабрику. Заједно са својим ортаком Захаријем Поповићем трговцем из Београда и првим хотелијером у Нишкој Бањи узима кредит од државе и оснива „Фабрику за производњу алеве паприке“. У оквиру фабрике ничу три мале зграде у којима се налазио млин за млевење паприке, локомобиле за добијање паре и просторија која је служила за сушење паприке. Капацитет производње износио је око 300 кг паприке на дан, а Тутуновић се за добијени кредит обавезао да ће се тиме бавити 15 година. У почетку је посао добро ишао међутим како је све више било и конкуренције из околних земаља временом је фабрика потпала у стечај. Тутуновић је 1901. године продао винограде у Горици Таску Узуновићу трговцу и познатом борцу за ослобођење од Турака, док је подрум задржао Захарије Поповић његов ортак. Променом уређења државе након Другог светског рата и доласком Комуниста на власт долази до отимања целокупне имовине и њене национализације од тадашњих власника. Објекат је после Другог светског рата служио као простор за складиште и магацине различитих предузећа, а дуго се га користили и нишки извиђачи, када је направљен спортски терен у дворишту.
Након Другог светског рата урбанизација овог дела града добила је на интензитету. Иако је политиком развоја града планирано да брдо Горица остане зелена оаза која би опскрбљивала Ниш чистим ваздухом, спонтана градња је до те мере добила у експанзији да је закаснела урбанистика морала да интервенише углавном у већ насталом стању. 
Данас је тај део града густо насељен стамбеним објектима, а виногради су остали само у траговима. Стара кула и део зграде стоје у рушевинама, а спортски терен који је у комплексу објекта је руиниран. 
Од Тутуновићевог комплекса остао је само један део зграде и једна кула те се у народу тај део града назива још и „Кула“. Већи део објекта је срушен.
Након почетка процеса реституције на територији Србије, имовина Тутуновића подрум је враћена наследницима и данас је ово земљиште и остатак зграде у приватном власништву.

## Образовање
У насељу се налази основна школа „Коле Рашић“. Школа поседује и школско двориште које је мање површине са спортским теренима за мали фудбал и кошарку. Основна школа "Коле Рашић" је почела да ради 1941. године, као четвороразредна школа. Школске 1950/51. године, четвороразредна школа прераста у осмогодишњу са називом "Шеста осмољетка". Године 1953. школа добија назив "Коле Рашић" по познатом српском војводи у борбама за ослобођење Ниша од Турака у два српско-турска рата 1876-1878. године. Школа први пут добија наменски грађен објекат 1977. године, а проширење 1979. године. Она представља центар образовно-културних и спортских дешавања у овом делу града.

## Туризам

### Хотели и угоститељски објетки
Ова градска четврт налази на узвишењу изнад Ниша, па представља место које пружа и панорамски поглед над градом и нишком котлином. Самим тим представља и привлачно место за изградњу угоститељских објекта и хотела.
У овом месту се налазе хотел "Тами Резиденс", хотел "Марица" који је некада носио име Александар, хотел "Панорама", хотел "Niš City View" као и низ других објекта за смештај туриста и гостију.

## Саобраћај
До насеља се може доћи градском аутобуском линијом ДОЊИ КОМРЕН - ЊЕГОШЕВА (линија број 12).